# Eclissi solare del 7 marzo 1951
L'eclissi solare del 7 marzo 1951 è un evento astronomico che ha avuto luogo il suddetto giorno attorno alle 20.53 UTC. 
L'eclissi, di tipo anulare, è stata visibile in alcune parti dell'Oceania (Nuova Zelanda), del Nord America, del Sud America (Nicaragua) e dell'Oceano Pacifico.
L'eclissi è durata 59 secondi.

## Eventi storici correlati all'eclissi
Questa eclissi solare è stata la prima al mondo ad essere trasmessa in diretta televisiva. Le stazioni americane WCBS-TV, WNET, NBC News e altre stazioni televisive hanno trasmesso l'evento in diretta. Sebbene gli Stati Uniti non siano stati attraversati dall'eclissi solare anulare, in alcune aree è stata potuta osservare un'eclissi parziale. A New York, l'eclissi solare parziale è iniziata alla vigilia del tramonto e la frazione di eclissi (il rapporto tra il diametro della superficie solare oscurata e l'intero diametro) è stato di 0,17, solo l'8% della superficie dell'intera area.